# Спадін
Спадін (грец. Σπαδίνης) — династ (правитель) аорсів Подоння у сер. І ст. до н. е. (за часів Фарнака, 63-47 рр.), спільник понтійських царів у їхніх війнах з Римом, згаданий Страбоном з вказівкою кількості вершників, які у разі потреби аорси могли виставити. 
| "З повною підставою передбачається, що це вербування пов'язане з приготуванням в 50-49 рр.. сина Мітрідата Євпатора до боротьби проти Риму."[2] |
Етимологія імені: грец. Σπαδίνης < іран. *Spād-ina — укр. "воїн".